# Syrphophagus splaeophoriae
Syrphophagus splaeophoriae är en stekelart som beskrevs av Tachikawa 1963. Syrphophagus splaeophoriae ingår i släktet Syrphophagus och familjen sköldlussteklar. Inga underarter finns listade i Catalogue of Life.